# Hip-hop raggamuffin
Genres dérivés
Ragga hardcore, drum and bass, jungle, reggaeton
Genres associés
Reggae, early dancehall, rub-a-dub, raggamuffin, hip-hop, pop-rap
Le hip-hop raggamuffin (dans le monde anglophone raggamuffin hip hop, raggamuffin rap, ou ragga hip hop) est un sous-genre musical de reggae mêlant des éléments du raggamuffin avec ceux du hip-hop et du rap.
L'artiste britannique d'origine jamaïcaine Shinehead est considéré comme le pionnier du genre avec son single Who the Cap Fit en 1986, figurant à l'origine sur l'album indépendant Rough and Rugged (1986), bien que le duo formé par le chanteur de raggamuffin jamaïcain Daddy Freddy et le rappeur et producteur britannique Asher D soit souvent considéré comme le créateur du genre l'année suivante, avec l'album Ragamuffin Hip-Hop (1987).

## Histoire

### Origines
Bien que les histoires sur le hip-hop commencent par reconnaître le Jamaïcain DJ Kool Herc comme son père fondateur, on affirme que si les Jamaïcains avaient cessé de s'installer à New York et de contaminer le hip-hop avec des accents antillais, le raggamuffin ne se serait pas développé dans ce sens. Le mélange entre reggae et rap a toujours été présent dès le début, puisque le rap lui-même s'est développé grâce à l'apport d'une forme de reggae, le DJ Style, au début des années 1970, duquel il a hérité le style spoken word. Un examen plus approfondi confirme les similitudes évidentes entre le hip-hop et le reggae.
Peu après la sortie du single Rapper's Delight (1979) du groupe de rap The Sugarhill Gang, les artistes DJ Style/early dancehall Welton Irie et General Echo réenregistrent leurs propres versions de ce titre, en le reprenant dans une tonalité reggae. En réponse, des rappeurs new-yorkais citent des références à I and I et à Bob Marley dans le morceau How We Gonna Make the Black Nation Rise ? de Brother D and the Collective Effort. À partir de 1985, certains des groupes les plus commerciaux de la scène rap, Run–DMC et les Fat Boys, intègrent le reggae dans leur travail. Le titre Roots, Rap, Reggae de Run–DMC (figurant sur leur album King of Rock - 1985) est l'un des premiers morceaux de rap à présenter des liens explicites entre le hip-hop et le reggae. L'album Criminal Minded (1987) du rappeur Scott La Rock comporte des riddims reggae classiques, tandis que KRS-One emprunte des mélodies dancehall pour ses couplets et mêle ses rimes avec des éléments de patois jamaïcain. Ce faisant, de nombreuses références au reggae ont été introduites dans le vocabulaire du hip-hop.

### Débuts
Le premier artiste à avoir définitivement créé un genre de fusion entre le raggamuffin et le rap est Shinehead (Edmund Carl Aitken), un DJ d'origine jamaïcaine né en Grande-Bretagne et vivant à New York. Son single Who the Cap Fit, sorti en 1986, initialement contenu dans l'album Rough and Rugged (1986), est le premier exemple de rap raggamuffin, avec d'autres titres de l'album en question. Dans la musique de Shinehead, le dancehall reggae et le hip-hop ont pu se marier et entrer en conversation au niveau rythmique, et c'est ainsi que le rap afro-américain et le toasting en patois jamaïcain trouvent un point d'intersection. Cependant, l'invention du genre est souvent attribuée au DJ jamaïcain de dancehall/ragga Daddy Freddy, qui est cependant arrivé chronologiquement un an plus tard ; en 1987, Freddy s'installe au Royaume-Uni, où il signe un contrat avec le label Music of Life et commence à travailler avec le producteur et rappeur britannique Asher D. Grâce à cette collaboration, il crée lui aussi un exemple de fusion entre la musique dancehall/ragga et le hip-hop. En 1987, Daddy Freddy sort en effet avec Asher D l'album Ragamuffin Hip-Hop, une œuvre qui mêle les deux genres et qui lui permet d'obtenir un succès international. Shinhead et Asher D and Daddy Freddy contribuent ainsi à établir un nouveau style qui se répandra dans les années 1990. Bien que Shinhead les ait précédés d'un an, Ragamuffin Hip-Hop est souvent reconnu comme le premier album de rap raggamuffin. En fait, le premier album de Shinhead n'est pas très connu, principalement parce qu'il a été publié par un petit label discographique indépendant, African Love Music, et qu'il n'a bénéficié que de peu de soutien. Son premier album officiel est Unity, sorti sur le label Elektra Records en 1988, qui contient plusieurs titres de son précédent album Rough and Rugged, dont Who the Cap Fit et d'autres titres de fusion entre les deux genres.
D'autres artistes qui mêlent ensuite le rap et le dancehall/ragga sont MC avec le single Sexy (1987), Boogie Down Productions avec Stop the Violence (1988) ou encore certains titres de Heavy D. Ce nouveau style trouve écho auprès de plusieurs groupes basés à Brooklyn tels que Das EFX et les Fu-Schnickens dans les années 1990, sans oublier Kris Kross et le rappeur The D.O.C. et le producteur Dr. Dre. Étant donné que Miami et New York sont parmi les villes américaines les plus touchées par l'immigration jamaïcaine, il n'est pas surprenant d'entendre les 2 Live Crew parler de punanny (dans le dialecte jamaïcain, cela signifie les organes génitaux féminins) et de faire référence à plusieurs succès dancehall dans leur morceau Reggae Joint (1989), mais aussi à des productions essentielles de la côte ouest telles que l'album The Chronic de Dr. Dre (1992). The Chronic comprend des mentions du dialecte jamaïcain et des influences raggamuffin (comme on peut l'entendre dans le refrain du morceau Lil' Ghetto Boy chanté par Daz Dillinger).
À partir de la fin des années 1980, la musique dancehall/ragga commence à connaître un succès international. Grâce au succès de nombreux DJ, ce genre n'est plus limité au public jamaïcain, mais, comme susmentionné, fait également son chemin dans la communauté hip-hop aux États-Unis, ainsi qu'en Europe. Le dialogue entre les DJ de reggae et les rappeurs est facilité par les points de contact entre la Jamaïque et les ghettos d'Amérique du Nord. Cela permet au dancehall/ragga de se répandre dans les communautés noires en tant que forme de musique de danse, d'une manière que le roots reggae précédent n'avait jamais réussi à faire.

### Années 1990–2000
De nombreuses œuvres reggae influencent divers DJ de hip-hop depuis le début des années 1980, mais le début des années 1990 assiste à une vague de succès dancehall entrer dans le sillon du hip-hop, notamment des titres de Chaka Demus and Pliers, Shabba Ranks, Supercat, Cutty Ranks et Buju Banton (dont beaucoup ont introduit des remixes de rap dans leurs titres les plus connus). De nombreux rappeurs commencent à faire figurer des artistes de reggae sur leurs enregistrements : des DJ de dancehall/ragga tels que Beenie Man, Capleton et Yellowman apparaissent à plusieurs reprises en tant qu'invités sur les albums de divers artistes de rap américains. Au début des années 2000, des DJ jamaïcains de dancehall bien connus commencent à dominer les hit-parades hip-hop américains, notamment Sean Paul, Beenie Man, Vybz Kartel, Sizzla et Elephant Man, certains d'entre eux ayant même signé des contrats avec des labels de hip-hop.
L'union du dancehall et du hip-hop permet à la musique jamaïcaine de gagner en importance sur la scène musicale américaine, atteignant un sommet jamais atteint. Avec l'avènement de cette vague musicale hybride, les artistes hip-hop commencent à renforcer les influences du reggae dans leur musique et leur argot. Les centres où la concentration d'immigrants jamaïcains est la plus forte, comme New York, conservent une forte scène dancehall. Par conséquent, la scène musicale influencée par le reggae, représentée par des artistes tels que Smif-n-Wessun (Cocoa Brovaz), Heltah Skeltah, Biggie Smalls, Busta Rhymes, A Tribe Called Quest, Black Star (en particulier Mos Def), Method Man, les Fugees et bien d'autres — qui ne sont pas tous associés aux Antilles — est inspirée par sa culture, ses politiques anti-impérialistes et pro-africaines. Avec les progrès de la technologie et la diffusion de l'information qui facilitent ces échanges, le hip-hop et le reggae continuent encore à entretenir leur lien..